# جی لیا
جی لیا (به انگلیسی: Ji Liya) ژیمناست زادهٔ ۲۰ اکتبر ۱۹۸۱ میلادی اهل کشور چین است.